# Neom
|  | Denne artikel beskriver en fremtidig begivenhed Denne artikel eller sektion handler om planlagt eller forventet fremtidig begivenhed. Der kan forekomme spekulativ information, og indholdet kan ændres dramatisk når begivenheden nærmer sig og mere information bliver tilgængelig. |

Neom er et forslag til en fremtidig kæmpeby på tværs af landene Saudi-Arabien og Jordan samt, via en foreslået bro over det Røde Hav, Egypten. Projektet blev præsenteret af den saudiarabiske kronprins Mohammad bin Salman i Riyadh 24. oktober 2017. Der vil indledningsvis blive afsat $500 milliarder fra Saudi-Arabien fond til offentlige investeringer samt internationale investorer til projektet.
Byområdet, som skal blive større end New York City, er tænkt som en slags fristad med egne love, skatter og et autonomt juridisk system. Det er endvidere planen, at byen skal forsynes med energi udelukkende fra vedvarende kilder som sol og vind; tanken med dette er på sigt at reducere Saudi-Arabiens afhængighed af olie.